# Children of the Dark Waters
Children of the Dark Waters è il sesto album degli Eternal Tears of Sorrow, pubblicato nel 2009. L'album è stato preceduto dal singolo Tears of Autumn Rain.

## Tracce
1. Angelheart, Ravenheart (Act II: Children of the Dark Waters – 6:00
2. Baptized by the Blood of Angels – 4:21
3. Tears of Autumn Rain – 4:18
4. Summon the Wild – 4:28
5. Sea of Whispers – 4:14
6. Midnight Bird – 4:47
7. Diary of Demonic Dreams – 4:25
8. When the Darkest Night Falls – 2:32
9. Nocturne Thule – 5:16
10. Sea of Whispers (Acoustic Reprise)(Bonus Track) – 4:11

### Singoli
1. Tears of Autumn Rain

## Formazione
- Altti Veteläinen − voce, basso
- Jarmo Puolakanaho − chitarra
- Risto Ruuth - chitarra solista
- Janne Tolsa - tastiere
- Petri Sankala - batteria